# Hallå hela pressen
"Hallå hela pressen", skriven av Mia Kempff, Ackie Kempff och Strix Q, är en sång med popgruppen Chattanooga som nådde fjärde plats i den svenska Melodifestivalen 1982.
På singellistorna tog den sig till andra plats i Sverige och fjärde plats i Norge.
Melodin låg på Svensktoppen i åtta veckor under perioden 28 mars-16 maj 1982, med en tredjeplats den första veckan som bästa resultat där.
En nyinspelning gjord av Nina & Kim tillsammans med Chattanooga 2004 låg som högst på sjunde plats på den svenska singellistan.
Chattanoogas singel är en av titlarna i boken Tusen svenska klassiker (2009).

## Listplaceringar

### Chattanooga
| Lista (1982) | Position |
| ------------ | -------- |
| Norge        | 4        |
| Sverige      | 2        |

### Nina & Kim med Chattanooga
| Lista (2004) | Position |
| ------------ | -------- |
| Sverige      | 14       |

### Fotnoter
1. ↑  Intervju 4 mars 2010 med Mia Kempff i Östersundsposten Hämtad 2011-03-31
2. ↑  Svensktoppen - 1982
3. ↑  Gradvall et al 2009, nr. 598
4. ↑  Placering på den norska singellistan
5. 1 2  Placering på den svenska singellistan